# Haacht
Haacht és un municipi belga de la província de Brabant Flamenc a la regió de Flandes. Està compost per les seccions de Haacht, Tildonk i Wespelaar.